# Bigmir)net
bigmir)net — крупный информационно-развлекательный портал, а также почтовый сервис Украины. 
Начал свою работу в ноябре 2000 года. На сегодня состоит из 10 информационных разделов, среди которых Ivona, Видео, Афиша, Финансы, Техно, Новости, Спорт, а также сервисов Рейтинг сайтов, Почта и Погода. Ежемесячно ресурс посещают более 2,5 миллионов украинских уникальных пользователей (по данным gemiusAudience за май 2014).
C декабря 2013 года входит в холдинг компании UMH Digital, которая является интернет-подразделением украинского медиахолдинга — «UMH group». До 2011 года входил в структуру KP Media. В марте 2011 года Борис Ложкин в партнёрстве с Петром Порошенко приобрели KP Media. Цена сделки не разглашается, ориентировочно, она составила порядка 20 млн долл.
Слоган : Чем больше, тем лучше!

## Сервисы портала

### Информация
Новости; рейтинги сайтов; раздел об экономике и финансах;
географические карты; погода; телепрограмма.

### Обзоры
раздел «Путешествия» (поиск попутчика, отзывы путешественников, афиша-гид по странам); раздел о мобильной связи; раздел «Туризм» (новости туристических компаний, поиск и предложение туров); раздел «Работа» (сайт по трудоустройству на Украине); RSS (агрегатор информационных лент из разных источников).

### Общение
электронная почта (с 29 мая 2013 года на основе i.ua); bigmir)net ICQ (включая обеспечение услуги SMS-ICQ на Украине); фотоальбомы; знакомства; дневники; открытки; чат; отправка SMS; вопрос-ответ.

### Развлечения
видео; Mystery (бесплатная браузерная онлайн-стратегия, основанная на принципах ККИ (коллекционных карточных игр)); компьютерные игры; «обои» для рабочего стола; интернет-радиостанции портала (бигмир-радио); «приколы»;
гороскопы.

### Предложения
Поиск по интернет-магазинам; объявления; раздел, посвящённый вирусам, спаму и антивирусам; раздел об автомобилях; раздел о недвижимости с возможностью поиска по базе данных предложений о покупке или аренде недвижимости в Киеве; интернет-аукцион Aukro; bigmir-контекст (сайт официального продавца Google Adwords на Украине).
Bigmir)net также занимается сбором и публикацией глобальной статистики украинского интернета.
16 сентября 2008 года Корреспондент.net сообщил о запуске новой версии сайта bigmir)net. Кроме этого, 2 октября то же издание сообщало о запуске локализованной версии портала для Белоруссии. На Белоруссию была расширена и география статистики рейтинга).

## Влияние на украинский интернет
В начале 2000-х рейтинг сайтов от bigmir)net становится одним из ведущих в украинском интернете (наряду с Ping и Rambler). Проект быстро набрал популярность во многом благодаря агрессивной рекламной кампании и «работе на местах» рекламных менеджеров. В то же время, рейтинг bigmir)net вызывает критику СМИ за то, что места тех или иных сайтов в нём могут быть завышенными. Так, «Украинская правда» и Lenta.ru сообщали о том, что Партия регионов Украины искусственно «накручивала» рейтинг своего сайта на этом портале, что привело на некоторое время к исключению данного сайта из рейтинга.
Ещё одним крупным скандалом обернулось исключение из рейтинга bigmir)net сайта «Обозреватель» за нарушение авторских и смежных прав.
В то же время, портал bigmir)net не является самым популярным на Украине, уступая российскому порталу mail.ru.